# تاداو هوري
تاداو هوري (堀 江 忠 男) (ولد 13 سبتمبر 1913 - 29 مارس 2003), هو لاعب كرة قدم ياباني، شارك في دورة الألعاب الاولمبية الصيفية لعام 1936 في برلين.

## روابط خارجية
1. ↑  تاداو هوري  على موقع SportsReference  - سبورتس رفرنس

- تاداو هوري على موقع الاتحاد الدولي (مؤرشف)  (الإنجليزية)
- تاداو هوري على موقع ناشيونال فوتبول تيمز (الإنجليزية)
- تاداو هوري على موقع عالم كرة القدم.نت (الإنجليزية)
- تاداو هوري على موقع اللجنة الأولمبية الدولية (الإنجليزية)
- تاداو هوري على موقع أوليمبيديا (الإنجليزية)